# Totally Circus
Totally Circus è una serie di 30 minuti per ragazzi che venne trasmessa su Disney Channel per la prima volta il 16 giugno 2000 per finire il 24 settembre del medesimo anno.

## Episodi
1. Tryouts!
2. Totally Tired Troupers!
3. Totally Anxious!
4. Totally Strict!
5. Totally Terrifying NEW Acts!
6. Totally Hot Temperatures!
7. Total Rain, Total Pain!
8. Totally Jealous!
9. Totally Uplifting!
10. Totally Backward!
11. Totally Joking!
12. Totally Tired!
13. Totally Too Short Summer!
14. Totally Cheerful, Totally Tearful!